# Sede titolare di Dara dei Siri
Dara dei Siri (in latino Darensis Syrorum) è una sede titolare della Chiesa cattolica.

## Storia
Dara, che corrisponde all'odierno villaggio turco di Oğuz, fu sede di un'antica diocesi della Chiesa siriaca, conosciuta con il nome di Chiesa giacobita.
Dal 1979 Dara dei Siri è annoverata tra le sedi vescovili titolari della Chiesa cattolica; dal 25 maggio 1996 il vescovo titolare è Flavien Joseph Melki, già vescovo di curia del patriarcato di Antiochia dei Siri.

## Cronotassi dei vescovi titolari
- Athanase Matti Shaba Matoka † (25 agosto 1979 - 15 luglio 1983 nominato arcieparca di Baghdad dei Siri)
- Flavien Joseph Melki, dal 25 maggio 1996